# Kid Nation
Kid Nation foi nomeado um Emmy-americana de televisão mostram hospedada por Jonathan Karsh que estreou na rede CBS em 19 de setembro de 2007 criada por Tom Forman Productions e exibido às quartas-feiras às 8:00 pm ET. O show, com 40 crianças com idades entre 8 a 15, foi filmado no local no Bonanza Creek Movie Ranch, uma propriedade privada cidade construída sobre as ruínas do Bonanza City, Novo México, oito milhas ao sul de Santa Fe,com a produção, com início em 1 de abril de 2007.No espectáculo, as crianças tentam criar uma sociedade em funcionamento da cidade, incluindo a criação de um sistema de governo com um mínimo de ajuda e supervisão adulta.O programa foi originalmente programado para ar no verão de 2007. 
O espetáculo destaca a dificuldade em criar uma sociedade viável. Ainda que cada criança recebeu 5.000 dólares para a sua participação, Ouro Estrelas avaliados em US $ 20.000 e $ 50.000 foram premiados pendentes para seleccionar os participantes, conforme decidido pelo Conselho Municipal eleito. 
Em 14 de maio de 2008, a CBS cancelou oficialmente a série após gerar muita polêmica.